# Propantelina
A propantelina é um medicamento usado para tratar a transpiração excessiva, a síndrome do intestino irritável e a perda do controle da bexiga. Tem sido usado para úlcera péptica; no entanto, as evidências que suportam esse uso são fracas. É tomado por via oral.
Os efeitos secundários comuns incluem boca seca e visão embaciada. Outros efeitos secundários podem incluir arritmias, anafilaxia e sonolência. A segurança na gravidez não é clara. É um antimuscarínico.